# The Rolling Stones (ep)
 For alternative betydninger, se The Rolling Stones (flertydig). (Se også artikler, som begynder med The Rolling Stones)
The Rolling Stones er The Rolling Stones' første (EP). Pladen blev indspillet i 1963 og blev udsendt i januar 1964 af pladeselskabet Decca Records for at teste markedet forinden den planlagte udgivelse af bandets første LP, albummet The Rolling Stones. EP'en The Rolling Stones indeholder fire sange optaget på to forskellige tidspunkter, i august og november 1963.
The Rolling Stones indeholder R'n'B-covernumre af nogle af bandets yndlingskunstnere. Eric Easton er officielt anført som ep'ens producer.
Pladen blev nummer 13 på den engelske single chart. Tre af numrene blev ikke udgivet officielt i USA før i 1972 på albummet More Hot Rocks (Big Hits & Fazed Cookies). "You Better Move On" udkom på December's Children (And Everybody's) fra 1965.
Den var ude af handelen i årtier, indtil ABKCO Records udgav et boxsæt i 2004 med The Rolling Stones ved navnet Singles 1963-1965.

## Spor
Side 1
1. "Bye Bye Johnny" (Chuck Berry) – 2:09
2. "Money" (Berry Gordy Jr./Janie Bradford) – 2:31

Side 2
1. "You Better Move On" (Arthur Alexander) – 2:39
2. "Poison Ivy" (Jerry Leiber/Mike Stoller) – 2:06